# Paratheocris haltica
Paratheocris haltica là một loài bọ cánh cứng trong họ Cerambycidae.